# زالتسبورغ (ولاية)
سالزبورغر لاند (بالألمانية: Salzburg) ولاية اتحادية نمساوية عاصمتها مدينة سالزبورغ. يبلغ عدد سكانها 529,085 نسمة وتحتل مساحة 7,154 كلم². تتميز بمناظرها الطبيعية الخلابة وذلك لوجودها بقرب سلسلة جبال الألب. تتميز مقاطعة سالزبورغ بسلسلة من البحيرات العذبة وتسمى بالمثلث الذهبي وولف قانق سي - سانكت جيلجن مسقط رأس والدة الموسيقار الشهير آدمز ولف قانق موزارت موندسي تسمى بـ بحيرة القمر.
تقع سالزبورغـر لاند على ضفاف نهر سالزاخ (Salzach)، على الحدود الشمالية لجبال الألب. جبال لسالزبورغ على النقيض من الجنوب مع السهول المتداول إلى الشمال. الأقرب جبال الألب ونترسبزبورغ (Untersberg) الذروة في 1972 م، ليست سوى بضعة كيلومترات من مركز المدينة. ألت شتاد (Altstadt)، أو «المدينة القديمة»، وتهيمن أبراجه الباروك والكنائس واسعة النطاق في فستونغ هوهن سالزبورغ (Festung Hohensalzburg). هذه المنطقة محاطة من قبل اثنين من الجبال الصغيرة، ومونكزبورغ (Mönchsberg) وكابوتسينبرغ (Kapuzinerberg)، التي تعمل بمثابة الرئتين «خضراء» للمدينة. سالزبورغ تبعد حوالي 150 كيلومترا إلى الشرق من ميونيخ، 281 كم شمال غرب ليوبليانا، و 300 كيلومترا إلى الغرب من فيينا.

## معلومات عامة
يضم هذا الإقليم بعضاً من الوجهات السياحيّة الأكثر شعبيةً في النمسا، حيث توفرُ سالزبورغر لاند للمستجمين مجموعةً واسعةً من الوجهات السياحيّة. حيث يتوفر عدد كبير من الفنادقَ والأكواخ الريفية في جبال الألب، علاوة على بيوتَ المزارع وعدد من المناظر الطبيعية الفريدة من نوعها.
يضم إقليم سالزبورغر لاند بعضاً من الوجهات السياحيّة الأكثر شعبيةً في النمسا وهي مدينة سالزبورغ وتسيل أم زي ووادي غاشتاين. من أجل الرحلات النهارية، توفرُ المنطقةُ أماكنَ جذبٍ سياحيٍ مثل الطريق ذي المناظر الخلابة الأكثر شهرة في جبال الألب والكهف الجليدي الأكبر في العالم والشلالات الأطول في أوروبا. مع وجود أكثر من 190 منطقة مميزة بمناظرها الطبيعية، يحبُ الزوارُ كثيراً من الأحيان البقاءَ لفترة أطول والعودةَ لزيارة المكان ثانية.

## أهم الأماكن السياحية

### مدينة سالزبورغ
(Salzburg ) هي رابع أكبر مدينة نمساوية وهي عاصمة ولاية سالزبورغ الإتحادية. هي مسقط رأس الموسيقار الشهير موزارت. يبلغ عدد سكانها 150,269 نسمة وتحتل مساحة 65.678 كلم². تتميز بمناظرها الطبيعية الخلابة وذلك لوجودها بقرب سلسلة جبال الألب.
تتميز مقاطعة سالزبورغ بسلسلة من البحيرات العذبه وتسمى بالمثلث الذهبي وهي وولف قانق سي - سانكت جيلجن مسقط رأس والدة الموسيقار الشهير آدمز ولف قانق موزارت وموندسي تسمى بـ بحيرة القمر.
تقع سالزبورغ على ضفاف نهر Salzach، على الحدود الشمالية لجبال الألب. جبال لسالزبورغ على النقيض من الجنوب مع السهول المتداول إلى الشمال. الأقرب جبال الألب Untersberg الذروة في 1972 م، ليست سوى بضعة كيلومترات من مركز المدينة. وAltstadt، أو «المدينة القديمة»، وتهيمن أبراجه الباروك والكنائس واسعة النطاق Festung Hohensalzburg. هذه المنطقة محاطة من قبل اثنين من الجبال الصغيرة، و Mönchsberg و Kapuzinerberg، التي تعمل بمثابة الرئتين «خضراء» للمدينة. سالزبورغ تبعد حوالي 150 كيلومترا إلى الشرق من ميونيخ، 281 كم شمال غرب ليوبليانا، و 300 كيلومترا إلى الغرب من فيينا.

### تسيل أم زيه
تسيل أم زي (بالألمانية: Zell am See) هي قرية صغيرة على ضفاف بحيرة تقع في منطقة كابرون في النمسا ضمن إقليم سالزبورغ النمساوي. تعتبر تسيل أم زي من أروع منتجعات العالم من حيث الطبيعة والهدوء، حيث يقصدها أثرياء العالم وسكان دول الخليج العربي لقضاء فصل الصيف هناك حيث يكون الجو رائعاً للتنزه في الحدائق أو التزلج على الجبال الثلجية. تبعد تسيل أم زيه عن مدينة سالزبورغ حوالي الساعة والنصف بالقطار وعن مدينة ميونخ الألمانية حوالي الثلاث ساعات. لا يتجاوز عدد سكان القرية الألفين نسمة لكن شهرتها كمنتجع سياحي تجاوزت حدود حجمها الصغير بكثير.

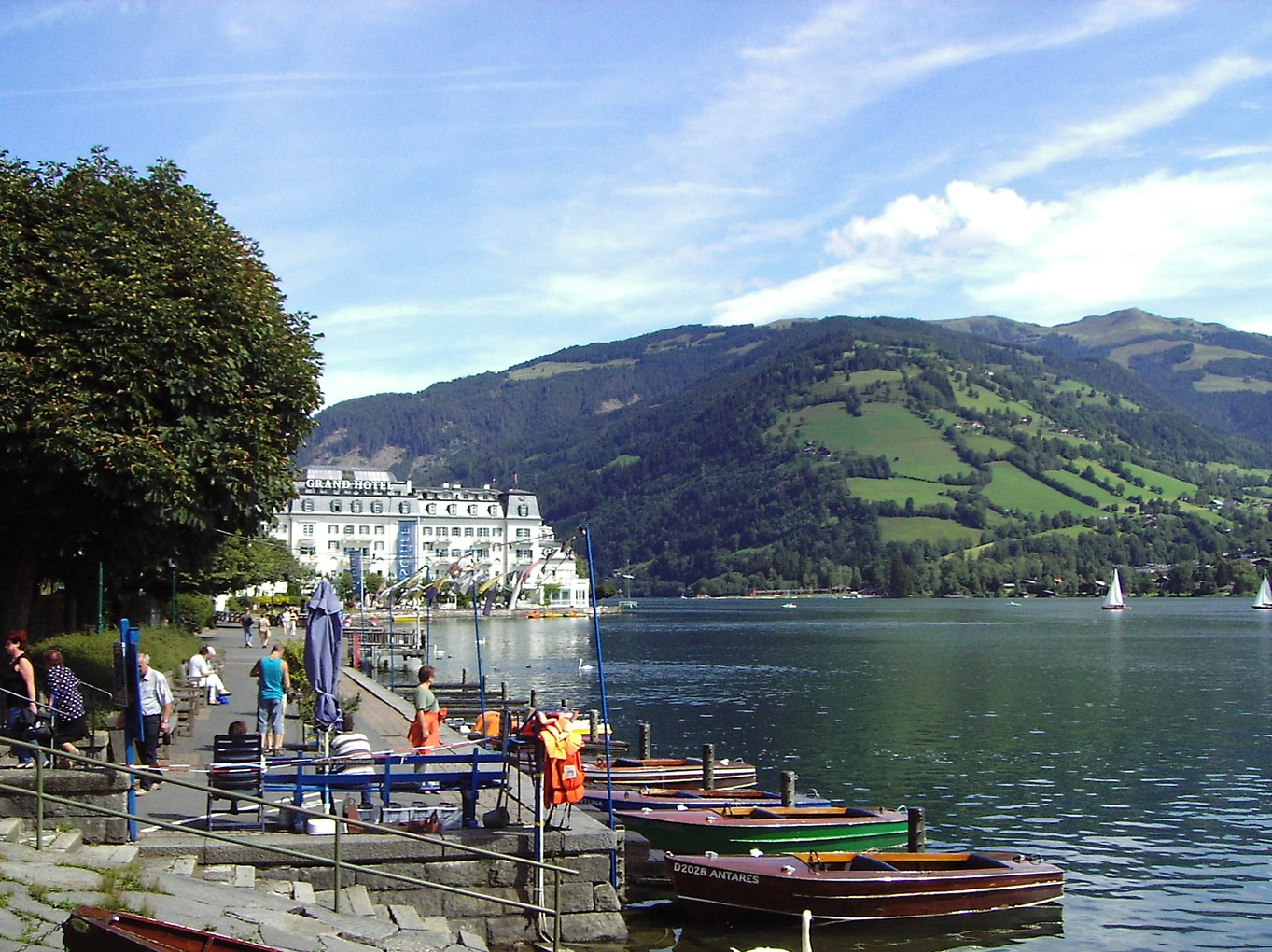
زيلامسي

### وادي غاشتاين
أطول وادي في جبال «هوي تاورن». يتألف وادي غاشتاين من ثلاث قرى، وهي قرية «باد غاشتاين» وقرية «باد هوفغاشتاين» وقرية «دورفغاشتاين». تختبأ بلدة «باد غاشتاين» الغنيّة بالتقاليد وسط منظرٍ رائعٍ عند مدخل وادي غاشتاين: ويتكون من شلال غاشتاين المشهور عالمياً المحاط بالأبنية الفخمة من الطراز الهندسي المعماري «بيل إيبوك» والذي يعطي هذه البلدة مظهرها المميَّز. تقعُ قرية «باد هوفغاشتاين» في وسط الوادي وهي قرية تمزجُ حسن الضيافة الألبيّة مع وسائل الراحة العالمية. يجعل منتجع غاشتاين الصحي الواقع في جبال الألب قريةَ «باد هوفغاشتاين» المكانَ المثالي للاسترخاء وتحسين صحتك. القرية الثالثة في الوادي هي قرية«دورفغاشتاين» الواقعة وسط عالم وادي غاشتاين الجبلي المثير للإعجاب. إنّ مجموعة الجبال والينابيع المعدنية ذات المياه الحرارية هو ما يجعل وادي غاشتاين فريداً من نوعه: تبقبق كلَّ يومٍ خمسةُ ملايين ليتر من المياه الحرارية الدافئة المذهلة (33 درجة مئوية) القادمة من ينابيع المياه العلاجيّة في غاشتاين. إنَّ مزيجَ المياه العلاجية والجو الألبي هما السمتان المميزتان المحددتان لهذه المنطقة الشاعريّة.

#### قرية دورفغاشتاين
Dorfgastein لقد حافظت «دورفغاشتاين» على طبيعتها القروية التقليدية. يمكن لأولئك الذين يحبون الطبيعة الاستمتاع بالقيام بنزهاتٍ رائعةٍ مشياً على الأقدام على القمم الجبلية المحيطة القريبة من «دورفغاشتاين»، ومن أجل الاستراحة، هنالك مجموعة من شاليهات المطاعم المنتشرة في جميع أنحاء المنطقة. توفر «دورفغاشتاين» خصيصاً للعائلات رحلة بقطار صغير ومنزلقات مائية في المنتجع الصحي ونادي «غاستي» للأطفال.

#### قرية باد غاشتاين
Bad Gastein. في وسط متنزه سلسلة جبال " هوي تاورن " الوطني، تنعمُ "باد غاشتاين بالهواء الجبلي المنعش وموقع خالٍ من الضباب على ارتفاع 1,000 مترٍ فوق مستوى سطح البحر. يمتزجُ مظهرها المميّز جداً ذو الأبنية الجميلة التي يعود تاريخها لعصر "بيل إيبوك" الجميل بتناغمٍ مع مناظرها الطبيعية المحيطة. إنّها بلدة منتجع صحي معروفةٌ عالمياً بذوقٍ خاصٍ جداً، حيث يتوفر الاسترخاء والاستجمام في الهواء الجبلي النقي الممتزج مع مناخٍ ذي ارتفاع عاليٍ ومياه غاشتاين الحرارية القادمة من الينابيع المشهورة و"أروقة الشفاء".

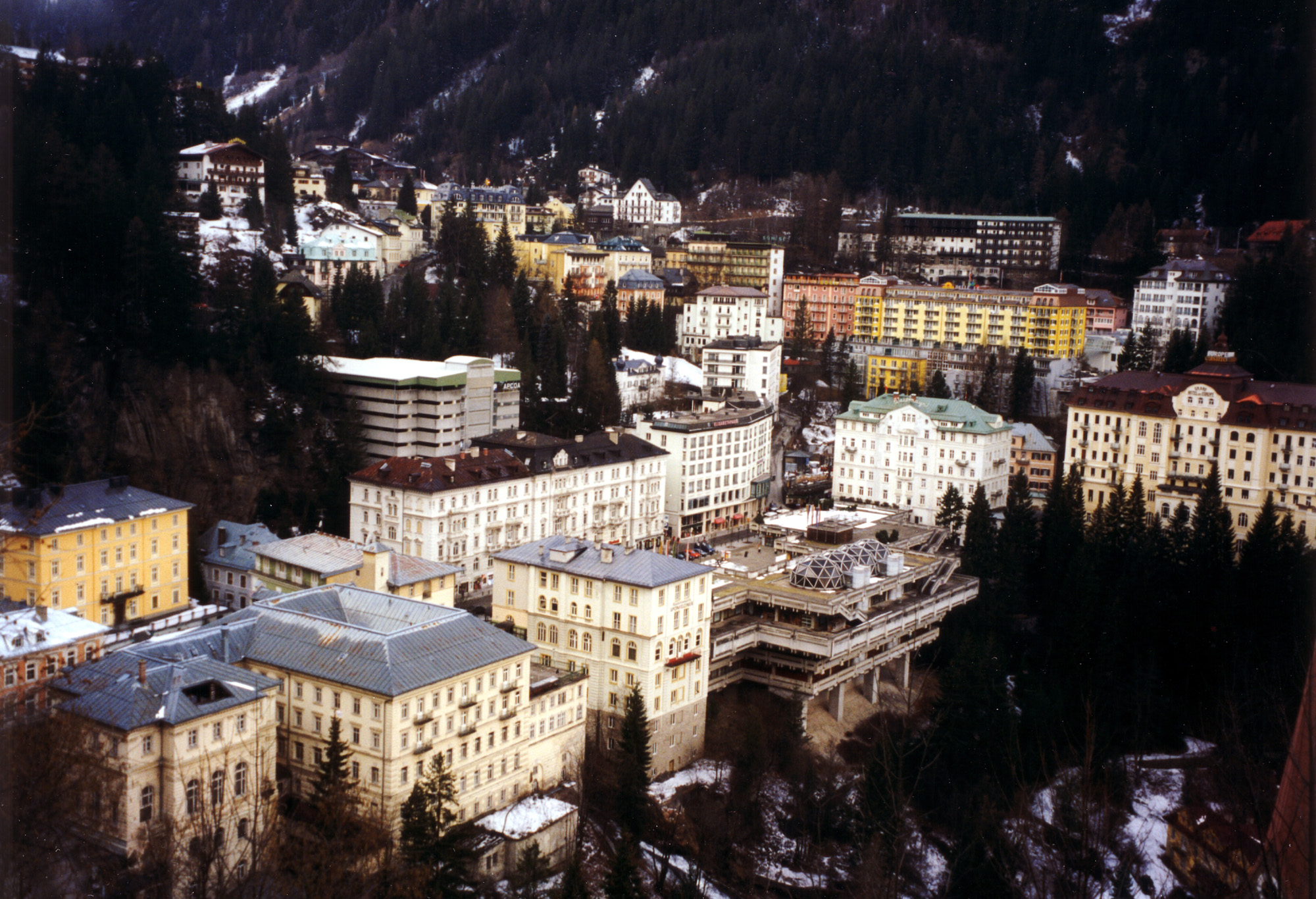
قرية باد غاشتاين

#### الشلال
Waterfall, يعد رمزٌ لقرية باد غاشتاين. تسقط مياه الشلال الواقع على نهر «غاشتاينير أخيه» من ارتفاع 341 متر على ثلاث مراحل. يعدُّ الشلال في الحقيقة واحداً من أكثر السمات العلاجية الهامة للبلدة بسبب انحلال الهواء المتأين بشكلٍ سلبي. توجد منابع نهر «غاشتاينير أخيه» في المنطقة الوسطى لمتنزه «هوي تاورن» الوطني. لقد كان الشلال المحاط بأبنية «بيل إيبوك» الفخمة دائماً موضوعاً للعديد من الشعراء والرسامين المشهورين. بُنيَ الجسر الحجري الواقع عند الشلال في الأصل في عام 1840 وتم توسيعه في عام 1927.

#### قرية باد هوفغاشتاين
Bad Hofgastein. أكثر نقطةٌ مشمسةٍ في الوادي. إنَّ قرية «باد هوفغاشتاين» هي المحور التاريخي لوادي غاشتاين، حيث تقع في أكثر نقطة مشمسة وواسعة في الوادي، ومركزها محاطٌ بمنطقة المشاة والمتاجر الجميلة والفنادق والمطاعم. من السمات المشهورة للقرية متنزهها. لقد نجحت «باد هوفغاشتاين» بأناقةٍ تامةٍ بدمجِ طرازها المعماري الجذاب بشكلٍ متناغمٍ مع المحيط الطبيعي. تستقرُ القرية بشكلٍ لطيف في المناظر الطبيعية الشاعرية المحيطة لعالم الجبال الألبية. يضعُ منتجع «ألبنتيرمه غاشتاين» الصحي معاييراً جديدةً تماماً في التكنولوجيا المتعلقة بالمنتجعات الصحية، وخصوصاً من أجل العائلات: تتوفر برك للسباحة ومراجل تسخين المياه وعالم حمامات الساونا مع بحيرة جبلية خاصة به وبار ذو سماء زجاجية بمناظرٍ ألبيةٍ بانورامية فريدة بزاوية رؤية 360 درجة، ويؤمن بالطبع الكثير من العلاجات الفردية بشكل خاص.

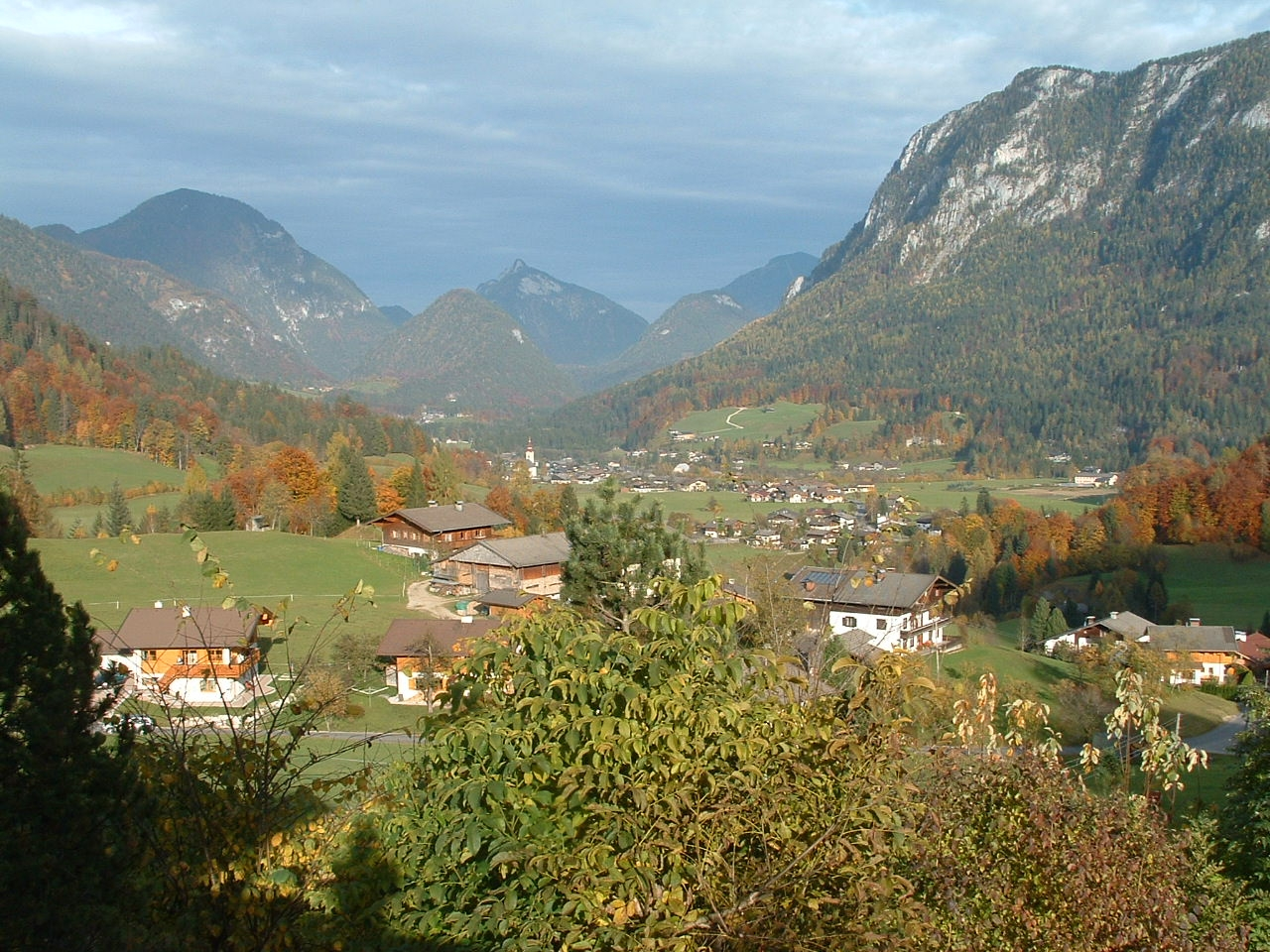
قرية في سالزبورغ

#### نادي «غاستي» للأطفال
Gasti Kids Club. في نادي «غاستي» للأطفال، يتمكن الأطفال الذين تكون أعمارهم بين 4 سنوات وحتى 12 سنة من الذهاب في جولةٍ سياحيةٍ استكشافية وخوضِ العديد من المغامرات مع«غاستي» الشخصية الجالبة للحظ في وادي غاشتاين. تبدأ الجولة السياحية أيام الثلاثاء في قرية «دورفغاشتاين» حيث يتعلم الأطفال كيفية بناء سد مياه ملائم بعد القيام برحلة قصيرة مشياً على الأقدام إلى مرعى «آموزيرالم» الجبلي.
يُري «غاستي» في أيام الأربعاء الأطفالَ «فوكسفارم» في «باد غاشتاين»، توجد في هذا المتنزه الواقع في الهواء الطلق محطاتُ مغامراتٍ تعليميةٍ ومثيرةٍ مثل التجوال عبر الجزر وبناء الابراج وتمارين الفريق في الهواء الطلق والكثير من الأشياء ليتم اكتشافها.
سوف يذهب «غاستي» أيام الخميس إلى بركة "غاشتاينير بوند"! حيث يتمكن الأطفال من بناء طوف مع بعضهم مثل القراصنة الحقيقيين ويستخدمونه لعبور بركة "غاشتاينير". سوف يحصل جميعُ الأطفال الذين يقيمون مع والديهم في أحد الفنادق التابعة لمجموعة غاستي " فوراً على بطاقة هوية «غاستي». تؤمن بطاقة هوية «غاستي» حسوماتً عديدةً مثل رسوم الدخول المخفضة إلى منتجعات غاشتاين الصحية ذات المياه الحرارية و/أو تخفيضات على ألعاب وملابس الأطفال.

#### ينابيع المياه العلاجية الحارة في جبال الألب
Alpentherme Hot Springs. يعتبر عالم الصحة الألبية الأكثر حداثة في أوروبا حيث تنتشرُ ستةُ عوالم مليئةٍ بالحيوية والمغامرات في ينابيع المياه العلاجية الألبية في «باد هوفغاشتاين» فوق مساحة تبلغُ 32,000 متر مربع مبرزة إطلالة بانورامية فريدة بزاوية رؤية 360 درجة لجبال الالب وعالم حمامات الساونا مع بحيرة جبلية ومناطق الاستشفاء والراحة وقبة المغامرات ذات الوسائط المتعددة ومنزلقات مائية مثيرة ومراجل لتسخين المياه. عالم السيدات بأقسام الجمال ومستحضرات التجميل وحجرات البرونزاج متاحٌ للسيدات فقط. يوفر المنتجع الصحي بالطبع الكثير من العلاجات الفردية على نحوٍ خاص. ينتجُ نجاح الشفاء بالمياه الحرارية في غاشتاين من مياه غاشتاين الحرارية الفريدة الغنية بغاز الرادون ودفئها الطبيعي.
ساعات العمل: يومياً من الساعة 9:00 صباحاً-11:00 مساءً 

#### منتجع صخريٌ ذو مياه حرارية
Rock Thermal Spa. يتوسط منتجع غاشتاين الصخري ذو المياه الحرارية والمشكل من الماء والصخور جواً فريداً بطرازه المعماري الرائع. يغذي مليون لترٍ من المياه الحرارية القادمة من 17 نبعٍ بركَ المنتجع الصحي ذات المياه الحرارية. سوف يشعر الضيوف بأنّهم في منازلهم في«منطقة الاستشفاء البانورامية» الدافئة والتي تضمُّ سبع حمامات ساونا متنوعة. تشملُ مناطق الجذب السياحي الينابيع ذات المياه الحارة وقناة المياه البرية وكذلك منزلق يبلغ طوله 70 متراً. المياه الحرارية هنا، والتي كانت قد أُغنيت بالمعادن ووظفت بشكلٍ إيجابيٍ على مدى مئات السنين، تساعدُ على تزويد الجسم بالكثير من الأكسجين اللازم. تتدفق هذه المياه المنعشة والغنية كلَّ يومٍ بدرجات حرارية متنوعةٍ عبر البرك والحمامات العديدة في المجمّع.
ساعات العمل: يومياً من الساعة 9:00 صباحاً – 10:00 مساءً 

#### كهف غاشتاين للشفاء
Gastein Healing Cave. ان أشعة الرادون والحرارة والرطوبة العالية هي العناصر الثلاثة الفعالة التي وجدت داخل جبل «رود هاوسبرغ». تنتج تلك العناصر مناخا علاجيّاً فريداً من نوعه على مستوى العالم، إنّه مزيجٌ من التسخين المعتدل (فرط الحرارة) والعلاج باشعة الرادون. هدف علاج الكهف الشفائي هو تنشيط قوى الشفاء الذاتي الطبيعية الخاصة بالجسم. إنَّ من أهم الأعراض التي تستوجب القيام بعلاج الكهف مرض الجهاز الحركي وأمراض الجهاز التنفسي والأمراض الجلدية. تطبيق العلاج مُرضٍ أيضاً خلال اعتلالات سن اليأس ومن أجل الوقاية من الامراض واستقرار الجهاز المناعيّ.

#### «منتزه هوي تاورن» الوطني

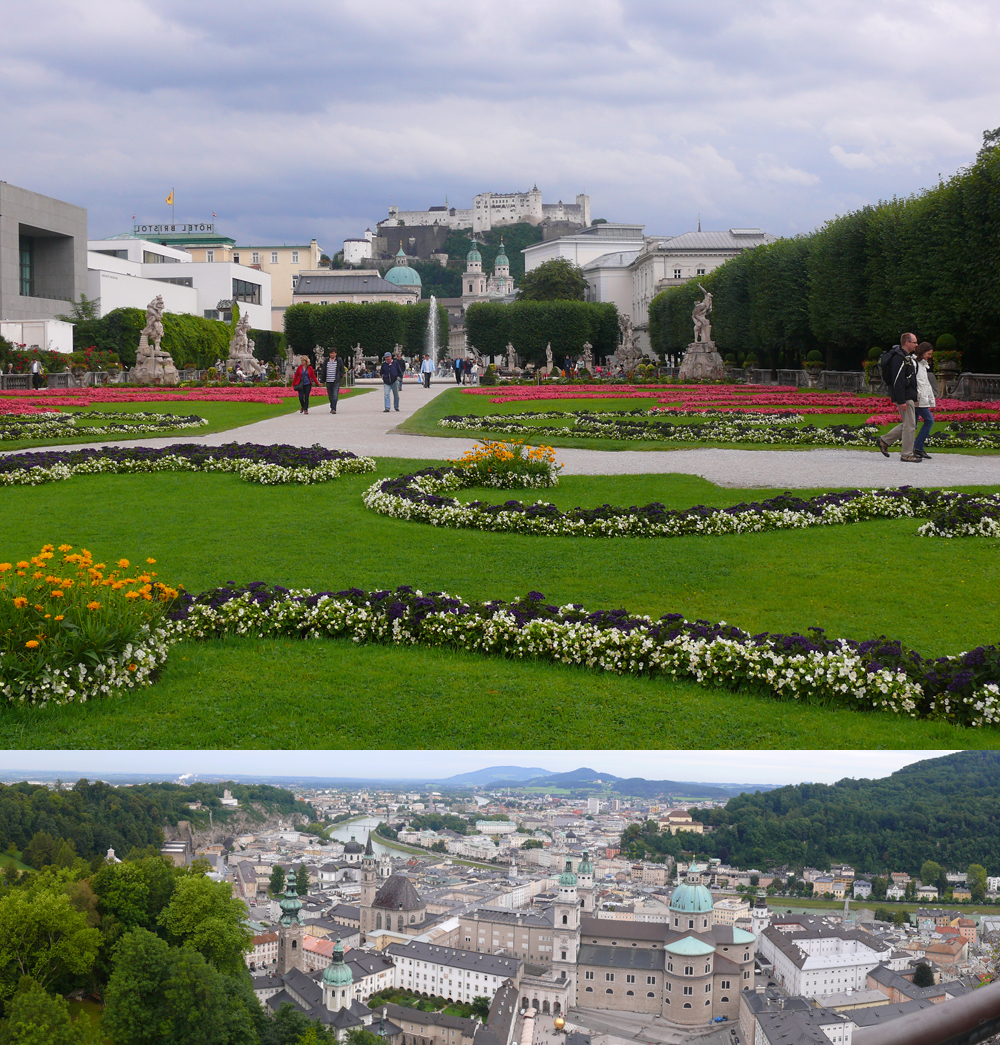
منتزهات سالزبورغ

Hohe Tauern National Park.محمية طبيعية في وسط جبال الألب النمساوية
منتزه هوي تاورن«الوطني الذي تتجاوز مساحته» حوالي 1800 كيلو متر مربع، هو ثاني أكبر منتزه وطني في أوروبا. هذا هو المكان حيث يمكنك تجربة الوجود في الطبيعة من مشهدها الأكثر جمالاً: فهنالك توجد قمم النمسا الجبلية الأعلى وأكبر الكتل الجليدية ومروج مكسوة بالأزهار الألبيّة الغنية بالألوان وأسطح صخرية مهيبةٌ وشلالات منعشة. يؤمن «منتزه هوي تاورن» االوطني لواقع في قلب جبال الالب النمساوية موطناً محمياً للأصناف النباتية وللحيوانات المهددة بالانقراض. جبل «غروسغلوكنر»- الذي يعتبر أعلى جبل في النمسا بارتفاعٍ يبلغ 3,798 مترٍ- هو جزءٌ من المشهد أيضاً. في وسط المنتزه تجد الطبيعة عذراء تماماً، وفي المناطق الخارجية هيرفيقٌ متناغمٌ من المناظر الطبيعية المزروعة على نحوٍ مستدام. عبر الطريق الألبي العالي لجبل «غروسغلوكنر»، تستطيع الوصول بسهولةٍ لتلك المناظر الطبيعية الجبلية الفريدة فعلاً والمثيرة للإعجاب.

#### سكة حديد ستوبنير كوغل الجبلية
Stubnerkogel-mountain Railway. سكة حديديٌة جبليٌة وجسرٌ معلقٌ ضخمٌ
تُشغل مصاعد التزلج والسكك الحديدية في وادي «غاشتاينير» خلال فصل الصيف أيضاً وتأخذُ الزوار لأعلى القمم في جبال الألب. ان أحد تلك السكك الحديدية هي سكة حديد Stubnerkogel الجبلية. عندما تصل للقمة (2230 م)، يمتدُّ جسر معلقٌ ضخمٌ فوق الوادي الضيّق. يعتبر الجسر المعلق البالغ طوله 140 متر أولَ جسرٍ معلقٍ مبنيٍّ على ارتفاع كهذا. من الممكن المشي عليه على مدار السنة.
بما أنَّ الجسر المعلق ٌ مفتوح وتستطيع الرؤية من خلاله فعدم الخوف من المرتفعات والأعصاب القوية هي من متطلبات العبور عليه، حيث أنَّ أرضية الممر مصنوع من الأسلاك وكأنها منسوجة وذلك على علو م 28 مترا من سطح الأرض.
أوقات صعود ونزول سكة الحديد الجبلية:
أول صعود عند الساعة 8.30 صباحاً، ومن الساعة 9.00 صباحاً وحتى الساعة 4 مساءً عند كل ساعة تماماً

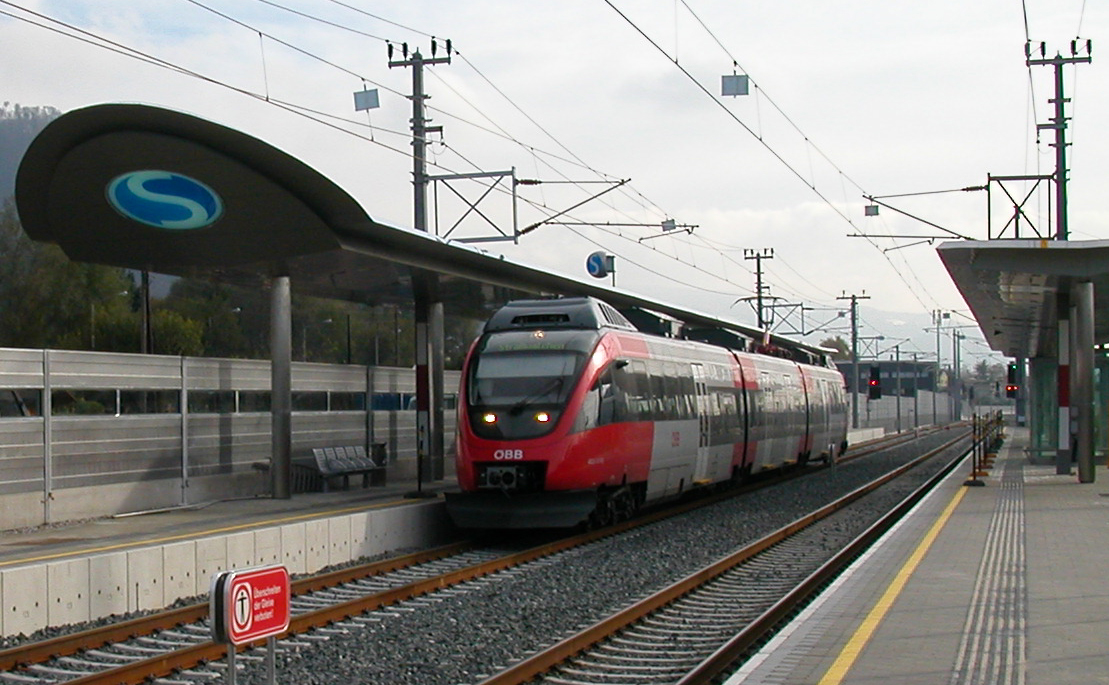
السكك الحديدية في سالزبورغ

آخر نزول: في الساعة 4.30 مساءً 

#### السكك الحديدية الجبلية في وادي غاشتاين
Gastein-Valley Mountain Railways.تجعل الوصولٌ سهلٌ لأعلى القمم الجبلية. تُشغلُ مصاعد التزلج والسكك الحديدية في وادي «غاشتاينير» خلال فصل الصيف أيضاً. هذه طريقة مريحة جداً للاستمتاع بالتجول الهادئ في قمة الجبل. إنَّ محطات المصاعد الواقعة عند القمم هي نقاط الانطلاق المثالية للقيام بالتنزه مشياً على الأقدام والجولات السياحية الجبلية والتي تكشف عن إطلالاتٍ آخاذة للخلفية الجبلية المغطاة بالكتل الجليدية والتي توفرها سلسلة جبال «هوي تاورن» بقممها التي لا تحصى والبالغ ارتفاعها 3,000 متر.

#### بحيرةُ غاشتاين للسباحة
Gastein Swimming Lake. بحيرة غاشتاين هي بحيرةٌ طبيعيةٌ جميلةٌ تقعُ مباشرةً بالقرب من «آخين بروميناده»، وهو طريق يمتد على جانب مجرى، الواقع بين «باد غاشتاين» و«باد هوفغاشتاين» وطريق الدرجات الهوائية في وادي غاشتاين. ومن الممكن الوصول إليها بسهولةٍ أيضاً باستخدام حافلة النقل العام.

#### بطاقة غاشتاين
Gastein Card. المزيد من القيمة مقابل ما تنفقه من المال مع بطاقة «غاشتاين كارد»، يحمل زوار وادي غاشتاين بأيديهم بطاقةً تضيفُ قيمة أكبر لتجربة عطلتهم. سواء عند الذهاب إلى الينابيع المعدنية أو استخدام عربات التلفريك أو في مرافق ممارسة الرياضات أو الدخول إلى الكازينو أو الركوب في وسائل النقل العامة: فإنَّ ضيوف وادي غاشتاين يحصلون على المزيد من القيمة مقابل المال الذي ينفقونه، فإنّها تقدمُ تشكيلةً واسعةً إما من الخدمات الشاملة لكلِّ شيءٍ أو من الخدمات المخفضة في كافة أرجاء الوادي. أفضل شيءٍ هو أنَّ البطاقةَ مجانيةٌ تماماً لجميع ضيوف وادي غاشتاين.

### مقاطعة البحيرات

#### رحلة بالقارب في بحيرة وولف قانق سي

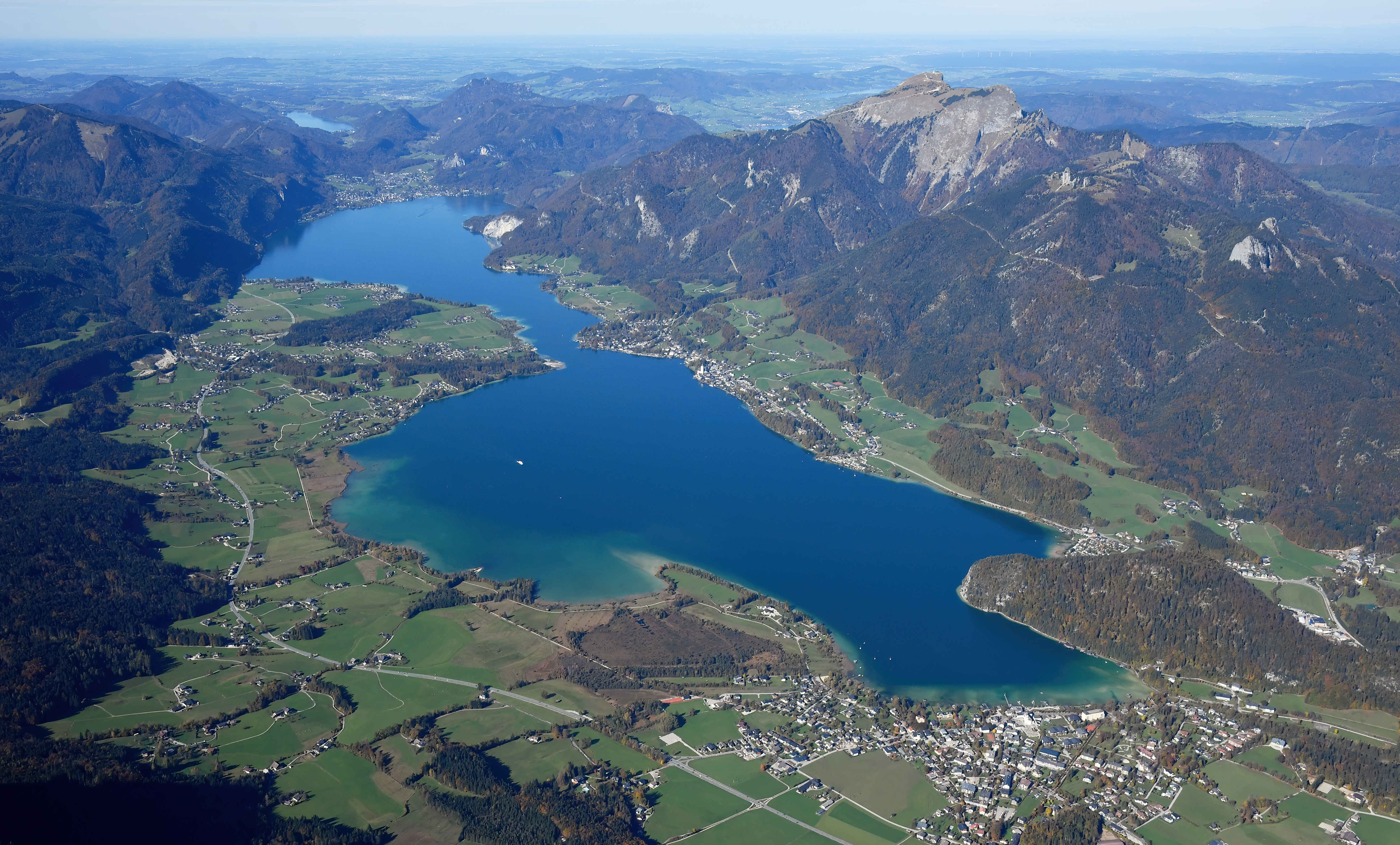
وولف قانق سي

بحيرةٌ مشهورةٌ في إقليم سالزبورغ. تبلغُ مساحة بحيرة وولف قانق سي 13 كيلومتراً مربعا وهي محاطةٌ بشكل كاملٍ بجبال زالزكامرغوت (Salzkammergut). يقعُ جبل شافبرغ (Schafberg) على الجهة الشمالية ويستطيع الزوار الصعود إلى الأعلى بواسطة سكة حديدية مصممة لارتفاع 1,782 م. تكون المنطقة حول بحيرة وولف قانق سي قريبةً جداً عند القيام برحلة بالقارب في البحيرة. ويمر الزوار بالمشاهد التالية; قرية القديس غيلغن (Gilgen) الريفية مع المنزل الذي ولدت فيه أم الموسيقي موزارت وشارع وولفانغ (St. Wolfgang) وتلفريك جبل شافبرغ (Schafberg) الذي يصعد إلى قمة الجبل، حيث يوفرُ الأخير إطلالةً ساحرةً على بحيراتِ المناظر الطبيعية المحيطة بـ زالزكامرغوت (Salzkammergut). توجد هنالك خمسةُ قوارب للرحلات، أحداها قاربٌ ذي طرازٍ من الماضي القديم.

#### رحلةٌ بالقارب في بحيرة فوشل
بحيرة فوشل (Fuschl) الخضراء الزمردية تأسر زوارها وذلك من خلال القيام برحلةٍ بالقارب على متن قارب فوشلرين (Fuschlerin). حيث تكونُ المغادرة من شارع التنزّه في قرية فوشل، ومن هناك الانسلال بصمتٍ عبرَ خلجانٍ صغيرةٍ رومانسيةٍ وقلعة فوشل. وفي النهاية يرصف القارب عندَ مصايد أسماك القلعة حيث يتم تقديم سمكٍ مدخن لذيذٍ من بحيرة فوشل.

### عالمُ عمالقة الجليد

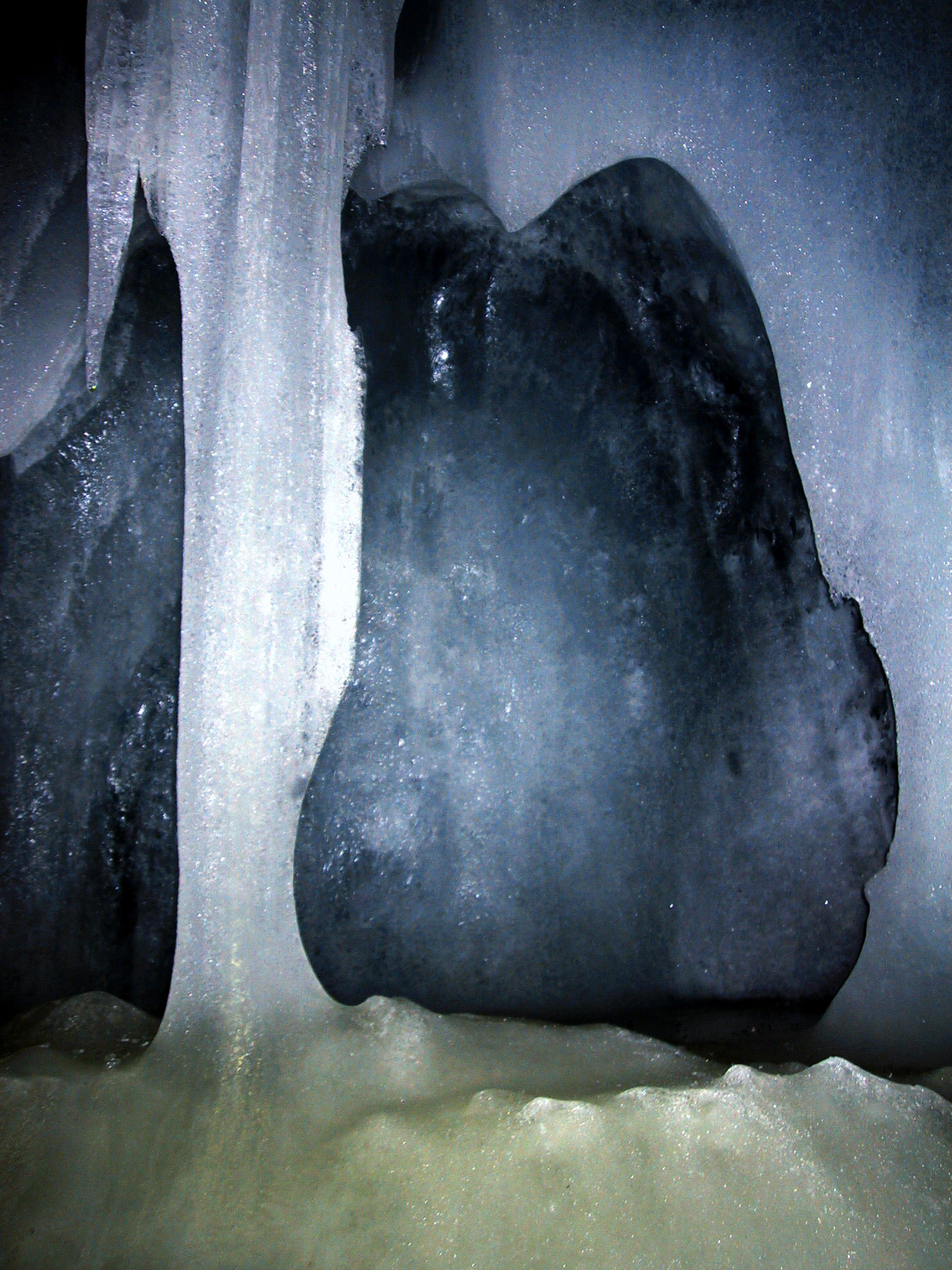
كهف جليدي

تضم الكهوف الجليديّة الأضخم على وجه الأرض (World of the Ice Giants). يقعُ «عالم عمالقة الجليد» في مدينة فيرفين على بعد 40 كم من مدينة سالزبورغ، وهو عبارةٌ عن متاهةٍ من الكهوف يبلغُ طولها الإجمالي أكثر من 40 كم، وهي ظاهرة طبيعية فريدة شُكلت بواسطة الجليد والصخور. يزورُ الكهوفَ حوالي 200,000 سائح سنوياً ويعجب السُيّاح بالمنحوتات الجليديّة المُضيئة والتي شُكِلت منذ ملايين السنين بواسطة مجاري المياه الجوفية التي تجمدت لاحقاً. حتى في فصل الصيف تكون درجة الحرارة عادةً ما دون الصفر. توزّع المصابيح عند مَدخل الكهف وتُسلطُ أضواءٌ إضافيةٌ على المنحوتات الجليديّة خلال الجولة السياحيّة لخلق تأثيرٍ أكبر. يُنصَحُ الزوارُ بانتعالِ أحذيةٍ مناسبةٍ للمشي على الجليد (غير مسموح بانتعال الكعب العالي والصنادل).
ساعات العمل من 9.00 صباحا -3.30 ظهرا /9.00 صباحا- 4.30 ظهرا (يوليو/ أغسطس)
الأسعار:
الاعتيادية 19,00 €
مُخفضة 17,00 €
الأطفال 9,50 € 

### قلبِ المتنزه الوطني

#### طريقُ جروس جلوكنر الألبيّ المُرتفع في هوتاورن
طريقُ جروس جلوكنر (Hohe Tauren Großglockner High Alpine Road) هو الأكثر شهرةً في جبال الألب ويقع في قلبِ المتنزه الوطني هوتاورن (HoheTauern) وعلى أعلى قمة جبلية في النمسا وتُدعى جروس جلوكنر على ارتفاع 3798 متراً محاطة بالجبال الجليدية التي تُدعى باستيرزي (Pasterze). بالنسبةِ لأكثر من 50 مليون زائرٍ منذ عام 1935، أصبح طريقُ جروس جلوكنر الألبيّ المُرتفع تجربةً لا تنسى. ومن خلال الطريق يمر الزوار عبر جميع مناطق الغطاء النباتي انطلاقاً من حقول الحبوب وارتقاعاً حتى الجليد الدائم. يوجدُ على طول الطريق العديدُ من نقاط المشاهدة وستة مساراتٍ تعليميةٍ ومركزان للمعلومات.
أوقاتُ العمل:
ابتداءً من شهر مايو وحتى 15 من شهر يونيو: 6 صباحاً- 8 مساءً
16 من شهر يونيو وحتى 15 من شهر سبتمبر: 5 صباحاً- 9.30 مساءً
16 من شهر سبتمبر وحتى نهاية شهر أكتوبر: 6 صباحاً- 7.30 مساءً
آخر فرصةٍ للدخول: 45 دقيقةً قبلَ الإغلاقِ الليليّ
أوقاتُ عمل المعارض:
جميع المعارض: يومياً 10 صباحاً- 5 مساءً
متحفُ عرضِ الطبيعةِ الألبيّة: يومياً 9 صباحاً – 5 مساء

#### شلالات كريملر

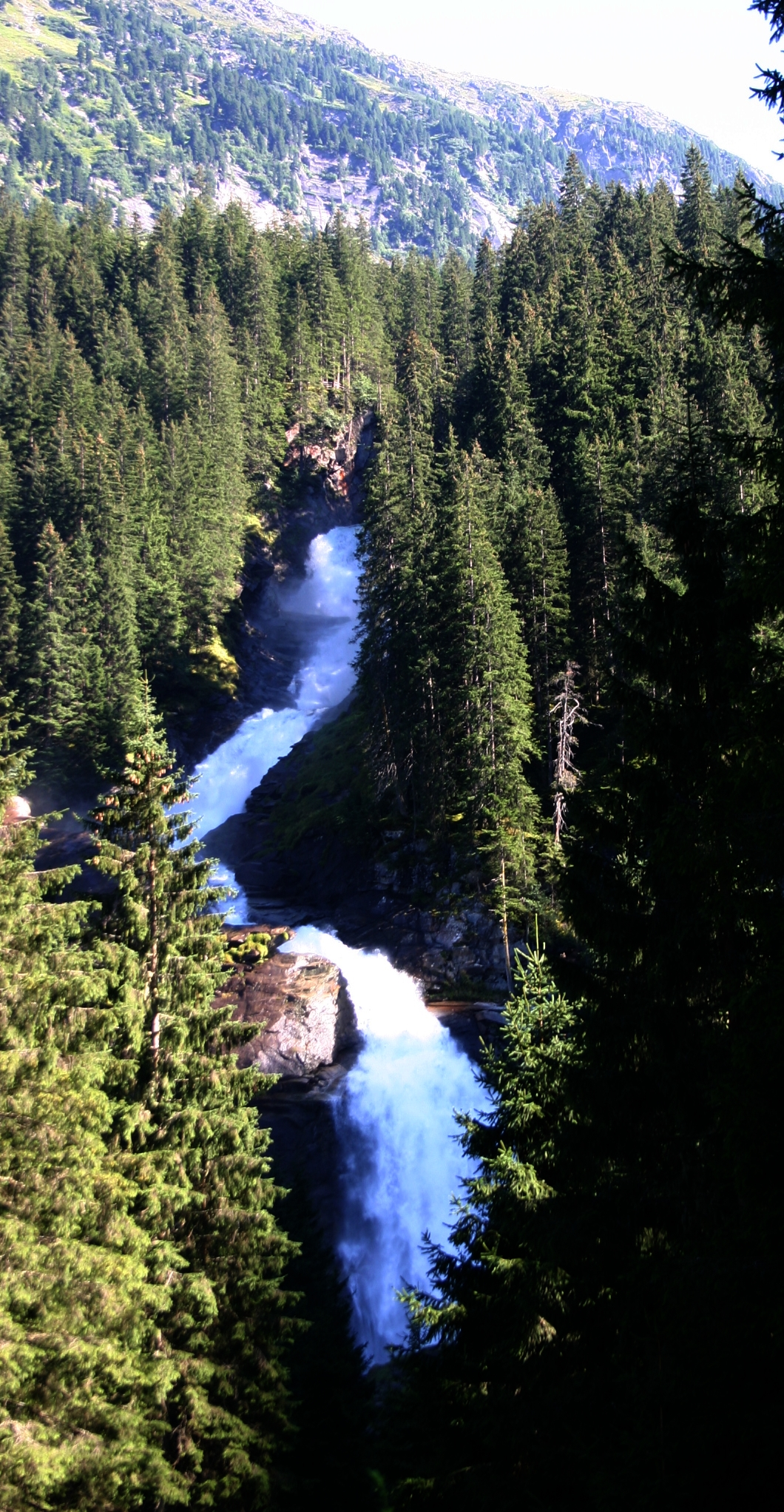
شلالات كريملر

شلالات كريمل (Krimmler Waterfalls) هي الأعلى في أوروبا وخامسُ أعلى الشلالات في العالم، حيث يصل ارتفاعها إلى 380 متراً ممتدة على ثلاث مراحل. يوجد على طولِ الشلالات مسارُ مراقبةٍ حسنُ البناء ويمر بالإضافة إلى ذلك عبرَ أحدِ أجملِ وديان الحدائقِ الوطنية، ألا وهو وادي أشنتال كريملر (Achental Krimmler).

#### قلعة هوهن فرفن
قلعة من القرون الوسطى (Hohenwerfen Fortress) ومركزٌ تاريخيٌّ للصيد باستخدام الصقور. على بعد 40 كم من جنوب مدينة سالزبورغ يوجدُ معلمٌ تاريخيٌّ يتمثل في أبراجُ قلعة هوهن فرفن وتقع فوق وادي سالزاك ما بين جبلي هينين وهاغن. تقدمُ القلعةُ العديد من الخدمات السياحية بما في ذلك القيام بجولات داخل القلعة تتضمن معرض للاسلحة ومقهى القلعة الرومانسي وحانوت من العصور الوسطى، أيضاً تضم المركز التاريخيَّ للصيد باستخدام الصقور مع عروض يومية للطيران إلى جانب أولَ متحف نمساوي للصيد بالصقور. يعود تاريخُ القلعة إلى أكثر من 900 عام وتُتيحُ للزوار رؤية مناظر خلابة للجبال المحيطة.
الأسعار

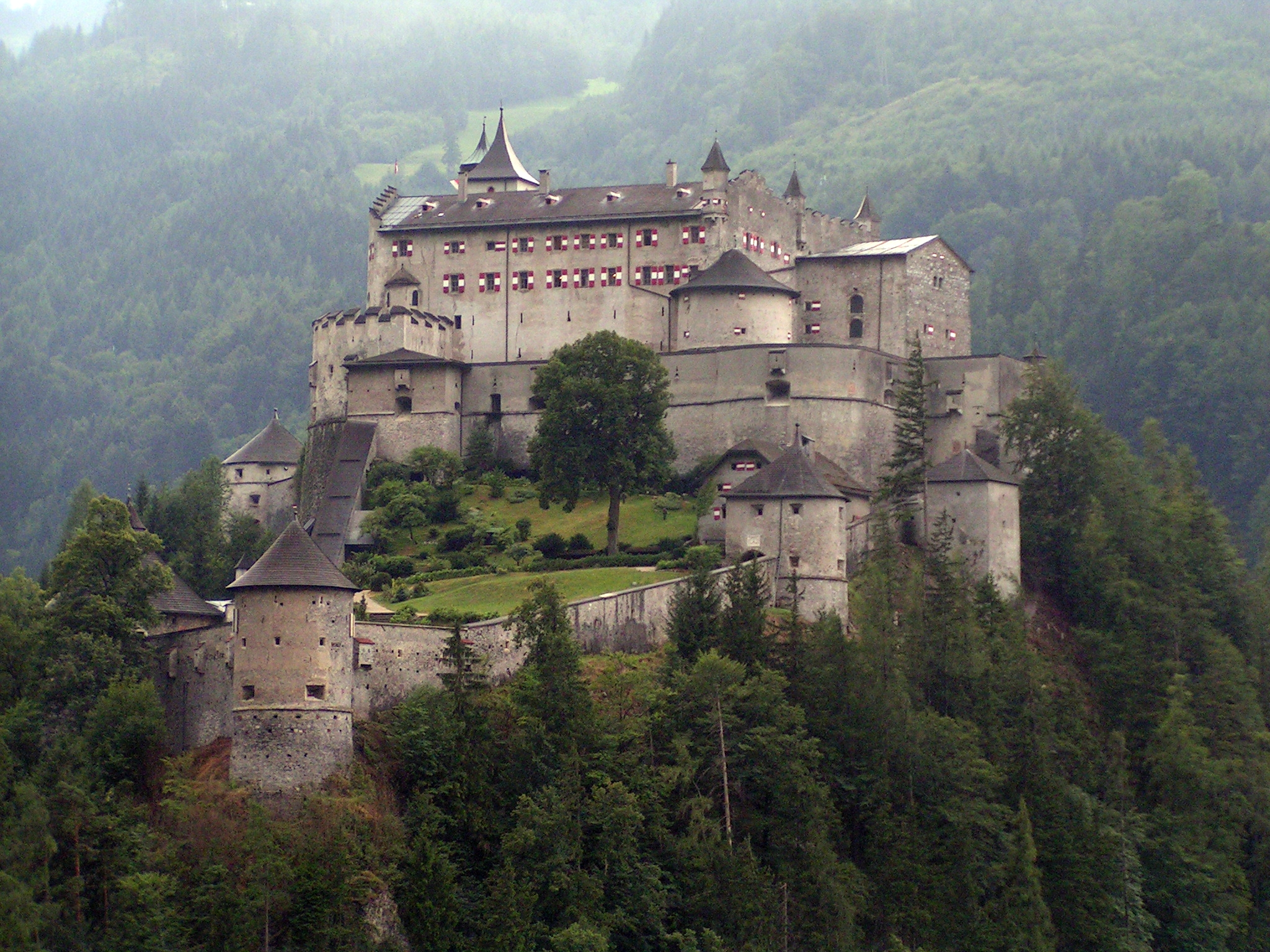
قلعة هوهن

الأشخاص البالغون 10,50€ (مع المصعد:14 €)
المجوعات، الطلاب 9,00€ (مع المصعد 12€)
الأطفال 5,50 € (مع المصعد 7,50 €)
العائلات (شخصان بالغان + أطفالهم) 24,00 € (مع المصعد 32 €)
ساعات العمل (من الأول من شهر أبريل- 31 من شهر أكتوير)
في شهر أبريل (مغلقة أيام الإثنين)
في شهر أكتوبر 9.30 -4.00 ظهرا
من شهر مايو إلى شهر سبتمبر 9.00 -5.00 مساء
من 19 من شهر يوليو -20 من شهر أغسطس 9.00 – 6.00 مساء

#### منجم الأملاح في قرية هالاين

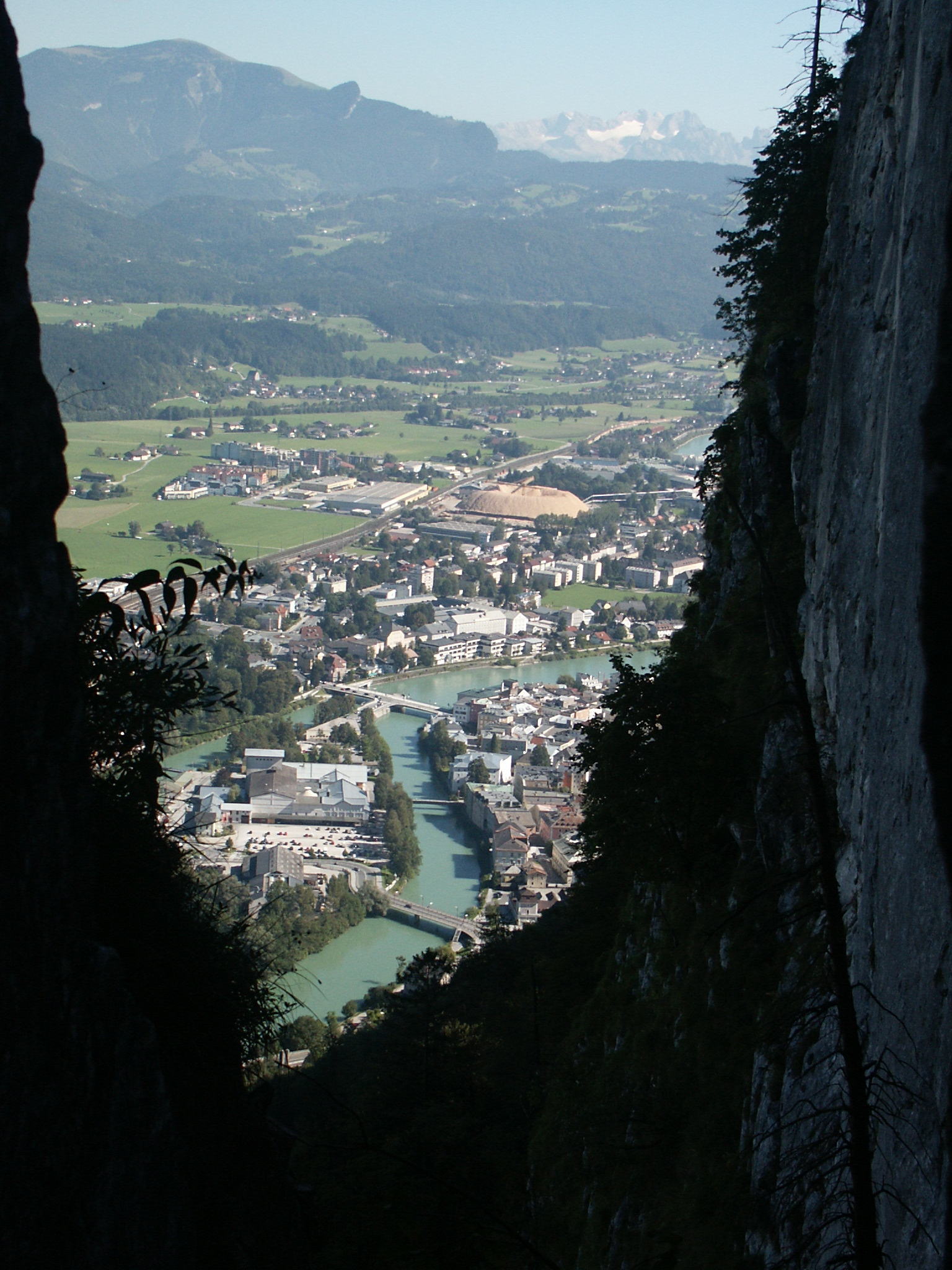
هالاين

يقع منجم الأملاح (Salt Mine in Hallein) في جبل دورنبيرغ بالقرب من قرية هالاين والتي تبعدُ 20 كم فقط عن مدينة سالزبورغ، حيث كان السلتيّون يستخرجون الملح منذ أكثر من 2,500 سنة وهو أقدمُ منجم في العالم يُسمح بدخول الزوار إليه. زيارة هذا المنجم تسمح للزوار بالتمشي في انفاق عمال المنجم القديمة لعدة كيلومترات حتى يصلوا إلى الجبل الغامض، بالإضافة للقيام برحلة قصيرة بالقارب في البحيرة المالحة في قلب الجبل والنزول بممرات عمال المنجم المنزلقة.
الأسعار:
الأشخاص البالغون 18.00 €
الأطفال (4-15 سنة 19.00

#### مسار التزحلق الألبي الصيفي
بإمكان أفراد العائلة القيام بتجربة مغامرة في مسار التزحلقِ الألبيّ الصيفي (Summer alpine Slide Strobl) الذي يتكونُ من ممرينِ ويمتدان لمسافة 1300 متر انحداراً، حيث بالإمكان التحكم في سرعة الانزلاق إلى أسفل التل والانطلاق بسرعةٍ على لوحة اصطناعية تم تجهيزها بلفاتٍ مطاطيةٍ لتستديرَ حولَ انحناءاتٍ مثيرة، وتندفع قافزة على مطباتٍ صغيرةٍ على طول الطريق وصولاً إلى 'خط النهاية'. من هنالك يتمكن الزوار من الصعود مجدّداً إلى أعلى الجبل والبدء عندها بجولةٍ أخرى.

#### عالم العجائب المائيّة
عالم كريملر للعجائب المائيّة (Krimmler Wonder World of Water) يقع في الحديقةِ المائية (Aqua Park). هنالك أيضاً السينما متعددة الصورِ التي تغمر زوارها في عالمٍ رائعٍ من الماء. تمثل أكوا هيب هوب (Aqua.Hipp-Hopp) أحد نقاط الجذب الرئيسية وهي أرجوحة تحركها المياه يتم من خلالها قذف الراكب في الهواء. هنالك أيضا الـأكوا جوجو (Aqua.Jojo) والتي تمكن الزائر بالتلاعبَ بهلوانياً بالكرةِ بمساعدة مياهٍ نفاثةٍ.
أوقاتُ العمل:
من 1 مايو وحتى 31 من شهر أكتوبر:
يومياً من 9.30 صباحاً وحتى 5 مساءً
الأسعار: الأشخاص البالغون 7,00 يورو
الأطفال (من 6 وحتى 15 سنة) 3,50 يورو
تذكرةُ العائلة 15,00 يورو

#### متحف الهواء الطلق لسالزبورغ
متحف الهواء الطلقِ في سالزبورغ (Salzburg Open Air Museum) يغطي مساحةً تبلغُ 50 هكتاراً. هذا المتحف يعرضُ أبنيةً ريفيةً ويعطي فهماً دقيقاً عن الحياة وإدارة المزارع من القرن السادس عشر وحتى القرن العشرين في إقليم سالزبورغ. كما يوجد متحف في الهواء الطلق يمكن الزوار من استكشاف أكثرَ من 7 كيلومتراتٍ من ممراتِ المشي ومعارضَ خاصةً ومقهى وملعبَ مغامرات للأطفال ومغطسَ كنايب (kneipp) الطبيعيّ والكثير من العروض الحرفيية.

#### منتجع فولكانينو
منتجع (Vulcanino Resort) تسلية للعائلة ذو قسمينِ، أحدهما داخليٌّ مغطىً، أما الأخر في الهواءِ الطلق ويمتدّ على مساحةٍ تبلغ أكثر من 6,000 مترٍ مربعٍ. يعد جنةٌ للأطفالِ ونقطة جذبٍ للعامةِ أيضاً كونه مبنى مغطى من المطر.

#### مرصد كونيغسلايتن
أعلى مرصد في أوروبا (Koenigsleiten Observatory). تشكّل القبة السماويةُ في مرصد كونيغسلايتن نقطة جذبٍ رئيسية. فهي تسمح إلى ما يقارب 50 شخصاً اختبارُ نسخةٍ طبقَ الأصلِ للسماء المرصعة بالنجوم. وتُعْرَضُ الأجسامُ الفلكية بواسطةِ مسلطاتٍ ضوئيةٍ تعرضُ شرائح مرئيةً وفيديو على القبة السماوية، تعطي انطباعِ النظرِ من خلال تلسكوب إلى السماء المُرصعة بالنجوم.

#### منفذ سالزبورغ للتصاميم المشهورة
يقدم 200 من الماركات التجارية للمصممين المشهورين في مكانٍ واحد
يعرضُ منفذ سالزبورغ للتصاميم المشهورة (Salzburg Design Outlet) ما يتعدى الـ 200 من الماركات التجارية للمصممين المشهورينَ في حوالي 100 محلٍّ تجاريّ في جوٍّ ممتعٍ. الهندسة المعمارية لمركزِ التسوق هذا تُذكِّرُ بالمتاجر الشاملة التقليدية ورواقاتِ التسوق من القرن الـ 19 مثل غاليريّا فيتوريو إيمانويل في ميلانو. يبيع منفذ سالزبورغ للتصاميم المشهورة المنتجات ذات العلامات التجاريةِ عالية الجودة من السنوات السابقة ومجموعات من العيّناتِ بالإضافةِ إلى بيعهِ الإنتاج الفائضَ لماركات المُصنّعين ذاتِ المستوى العالميّ والملابسَ التي تصنعها شركاتُ الأزياء الحديثة.
ساعات العمل:
الإثنين- الجمعة: 9.30 صباحا – 7.00 مساء
السبت: 9.00 صباحا – 6.00 مساء 

#### فندق ومطعم قلعة فوشل
قلعة فوشل (Fuschl-Schloss Castle Hotel and Restaurant) تؤمن إقامة فريدة لضيوفها في موقعٍ يتمتعُ بسحرٍ منقطع النظير. يُعدُ فندق القلعة من فئةِ الخمسة نجوم، واحداً من أكثر أماكن المبيت رُقياً في النمسا ويستضيفُ مجموعةً فريدةً من لوحات كبار الرسامين.
يقدمُ المطعمُ التابع للفندق المأكولاتَ النمساوية الخاصة، من ضمن المأكولات المُميزة على لائحة الطعام وجبة السمك الطازج المُصطاد من مسمكة القلعة. يقدمُ المطعمُ أيضاً خياراتٍ من أنواع النبيذ النمساوية الموجودة في قبو النبيذ أسفل القلعة. كما يحتوي المطعم على شرفةٍ مُطلةٍ على المنظر الرائع لبحيرة فوشل.

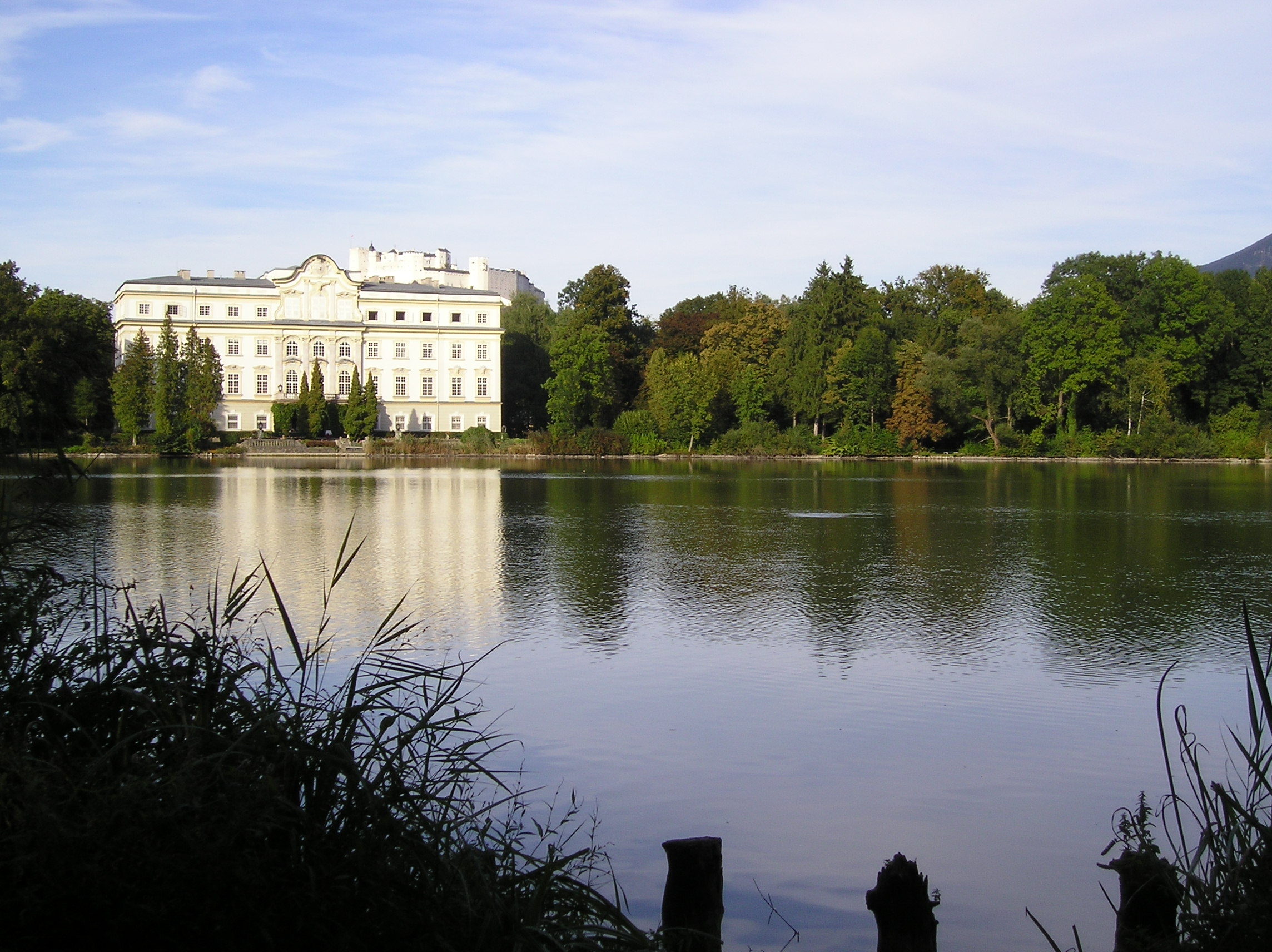
قلعة فوشل

#### الفندق الرومانسي في بلدية إليكس هاوزن
سكنٌ تاريخيٌ بتقاليدٍ قائمةٍ منذ وقتٍ بعيد (Elixhausen Romantik Hotel). كان هذا الفندق نُزلاً تابعاً لدير البينديكتين نونبرغ (Nonnberg) وبُنيَ في عام 1334. قامت عائلة جماكل (Gmachl) بإدارة الفندق منذ 1583 وحافظت عليه على مدى 22 جيلٍ ليكون بذلك من أقدم أماكن العمل المُدارة من قبل عائلة في النمسا. تنضحُ الغرفُ الساحرة والمطعم ذو الجو الحميمي بالميزات التقليدية ويُعرف الفندق أيضاً بمطعمه ذي التصنيف العالمي، ويمثل الخيارُ الأمثلُ من أجل قضاء أُمسيةٍ رومانسيّةٍ خارجَ سالزبورغ.

#### فندق فيربرغ- سانكت جيلجن
فندق (Fürberg-St. Gilgen). على ضفاف بحيرة وولف قانق سي (Wolfgangsee). حسنُ الضيافة المعهودة منذ 300 عام. يختصُ مطعمُ الفندق بتقديمِ وجباتِ السمك وذلك يرجع لموقع الفندق المُطل على البحيرة حيث تُصطادُ الأسماكُ بشكلٍ يوميٍ في الصيف. يستطيع الزائر أن يختار تناول الطعام في صالة الطعام المُتألقة أو في القاعة التقليدية المريحة شتوب إيرل (Stüberl) أو في المطعم الخارجي القائمِ بجانب بحيرة وولف قانق سي. يعتبر المطعم الخارجي مكاناً ملائماً للجلوس والاستمتاع بوجبات الطعام الخفيفة والمشروبات الباردة في جوٍ طبيعي مع التأملِ في المنظر البانورامي الساحر.

#### متجر حلويات براون هالاين

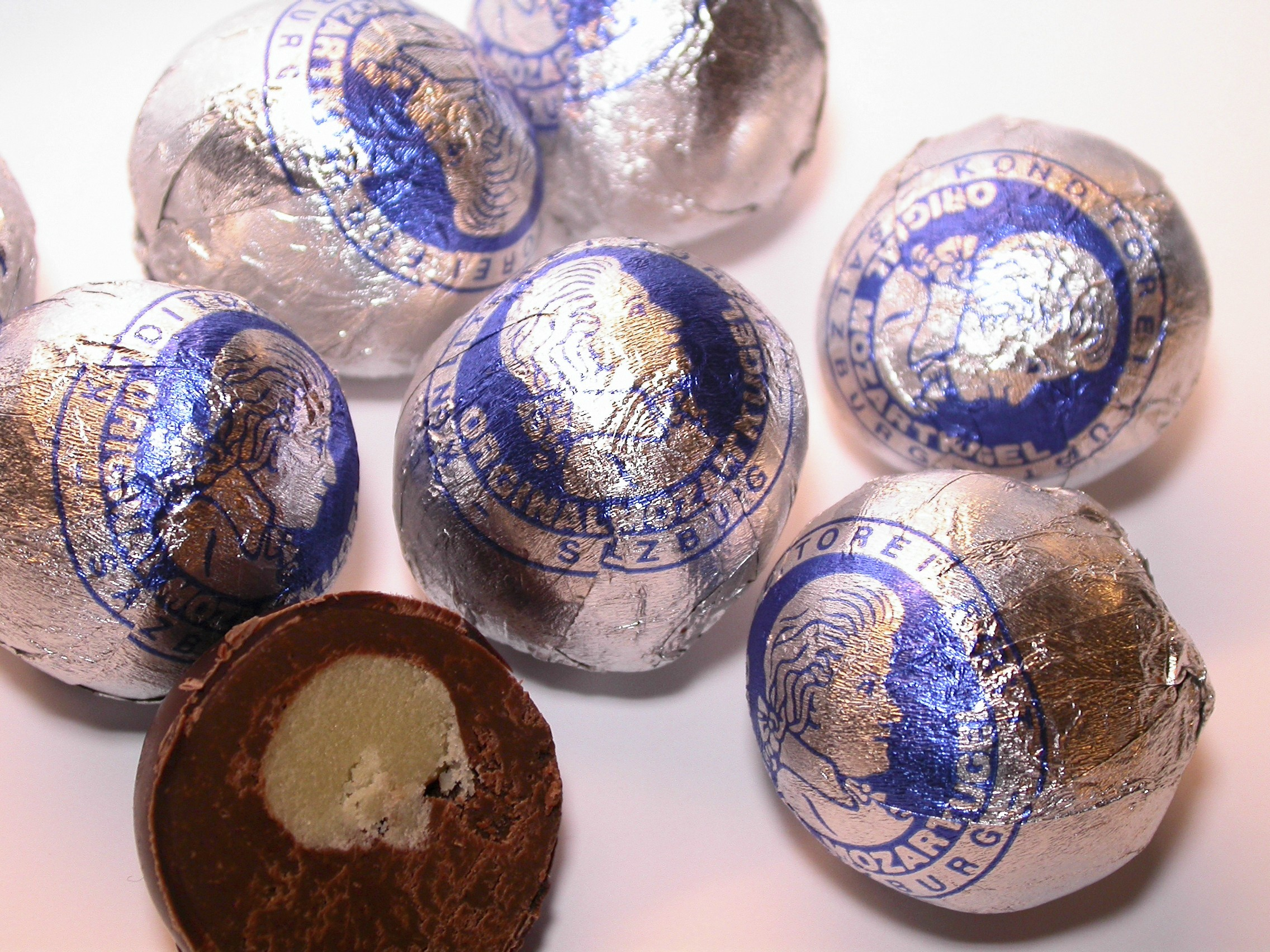
حلويات هالاين

مَتجرٌ (Patisserie Braun-Hallein) يقدمُ الحلويات المصنوعة يدويا. يقومُ مَتجرُ الحلويات الموجودُ في قرية هالاين (Hallein) بصناعة جميع أنواع الحلويات كالشوكولا وخبز الزنجبيل أو المُعجنات وكذلك الكعك وعدّةِ أنواع من الكاتو. يستطيع الزوار الاستمتاع بتناول الحلويات الفريدة والمُصنعة بشكل خاصٍ لكلِّ فصلٍ من السنة.

#### بطاقةِ سالزبورغرلاند
تصدر بطاقة سالزبورغرلاند (SalzburgerLand Card) بنوعين إما لمدة 6 أيامٍ أو 12 يوماً، وهي بمثابة مفتاح الدخول إلى 190 معلماً سياحياً في جميع أنحاء سالزبورغرلاند، بما في ذلك دخولٌ مجانيٌّ لأكثر من 70 من المتاحف والقلاع والقصور والمناجم التاريخية، بالإضافة إلى دخولٍ لفترةِ 24 ساعة إلى عددٍ لا يحصى من نقاط الجذب السياحيّ لمدينة سالزبورغ. ويمكنُ استخدامُ هذه البطاقةِ لأكثر من 50 بحيرة ومسابح مفتوحة دون أسقف بالإضافةِ إلى أكثر من 25 مصعداً جبلياً في جميع أنحاء سالزبورغرلاند.

## اقرا أيضا
- زالسكامرغوت

### روابط إضافية
- Salzburg State Tourist Board
- Salzburg State Government نسخة محفوظة 10 يوليو 2005 على موقع واي باك مشين.
- Salzburg Travel Guide
- Tourist information for all cities and villages in the country of Salzburg   (بالإنجليزية)
- Pictures from Salzburg
- البحيرات والثلوج والجليد في النمسا